# Lahtis stadion
Lahtis stadion (fi: Lahden stadion) är en idrottsanläggning i Lahtis i Päijänne-Tavastland som används för fotboll, friidrott och längdskidåkning. I folkmun kallas arenan ofta skidstadion/hiihtostadion. Alldeles intill stadion ligger backhoppningsarenan Salpausselkä-backarna

## Fotboll
Publikrekordet för fotboll sattes 1988 i derbyt mellan FC Kuusysi och Reipas, ett möte som bevittnades av 13 533 åskådare. Dessa klubbar har sedermera sammanslagits till FC Lahti.

## Längdskidåkning
Lahtis, med Lahtis stadion, har arrangerat VM i backhoppning, längdskidåkning och nordisk kombination 1938, 1958, 1978, 1989 och 2001. Mästerskapen kommer även att hållas på stadion 2017.